# Майдан-Старий (Люблінське воєводство)
Майдан-Старий, раніше Майдан Княжпільський (пол. Majdan Stary) — село в Польщі, у гміні Княжпіль Білгорайського повіту Люблінського воєводства. Населення — 760 осіб (2011).

## Історія
Вперше згадується греко-католицька церква в селі в 1696 р. Нову дерев'яну церкву збудовано 1733 року. Заборона царем греко-католицької церкви спричинила перехід більшості до римо-католицької церкви.
За даними етнографічної експедиції 1869—1870 років під керівництвом Павла Чубинського, у селі переважно проживали римо-католики, меншою мірою — греко-католики, які розмовляли українською мовою.
У міжвоєнні 1918—1939 роки польська влада в рамках великої акції руйнування українських храмів на Холмщині і Підляшші перетворила місцеву православну церкву на римо-католицький костел.
У 1943 році в селі проживало 117 українців і 564 поляки.
У 1975—1998 роках село належало до Замойського воєводства.

## Населення
Демографічна структура станом на 31 березня 2011 року:
|          | Загалом | Допрацездатний вік | Працездатний вік | Постпрацездатний вік |
| -------- | ------- | ------------------ | ---------------- | -------------------- |
| Чоловіки | 366     | 90                 | 242              | 34                   |
| Жінки    | 394     | 91                 | 221              | 82                   |
| Разом    | 760     | 181                | 463              | 116                  |